# Привреда Кубе
Привреда Кубе је економија у којој доминирају државна предузећа. Влада Кубе поседује и управља већином индустрија а већина радне снаге је запослена у државним институцијама. Након пада Совјетског Савеза 1991. године, владајућа Комунистичка партија Кубе подстакла је формирање радничких задруга и самозапошљавање.
Од 2000. године, запосленост у јавном сектору била је 76%, а запосленост у приватном сектору (која се углавном састоји од субвенција самозапошљавања) 23% - у поређењу са односом од 91% до 8% из 1981. године. Улагање је ограничено и захтева одобрење владе. Влада грађанима намеће највише цене разних добара. Куба је 2016. заузела 68. место од 182 земље, са индексом људског развоја од 0,775, што је знатно више од БДП-а по глави становника (95. место). Од 2012. године, јавни дуг државе износио је 35,3% БДП-а, инфлација је била 5,5%, а раст БДП-а 3%.
Трошкови становања и превоза су веома ниски. Кубанци добијају субвенције државе у виду образовања, здравства и хране.
Земља је постигла равномернију расподелу дохотка након кубанске револуције 1953-1959, након чега је уследио економски ембарго од стране Сједињених Држава (1960-). Током периода хладног рата, кубанска економија је била у великој мери зависна од субвенција Совјетског Савеза, које су у периоду од 1960. до 1990. биле укупне вредности 65 милијарди долара (преко три пута више од целокупне економске помоћи САД Латинској Америци), у просеку 2,17 милијарди долара годишње. То је чинило негде између 10% и 40% кубанског БДП-а, у зависности од године. Иако су огромне совјетске субвенције обогатиле државни буџет Кубе, оне нису довеле до напредније или одрживије кубанске економије; иако су га економисти описали као „релативно високо развијену извозну економију Латинске Америке“ 1959. и почетком 1960-их, основна економска структура Кубе изменила се врло мало између тадашњице и 1990. Дувански производи попут дувана и цигарета били су једини произведени производи међу водећим извозима Кубе, па чак су и оне произведене прединдустријским процесом. Кубанска економија је остала неефикасна.

## Историја

### Пре револуције
Иако је Куба од 1870-их припадала земљама са високим приходима из Латинске Америке, неједнакост у приходима је била праћена одливом капитала страним инвеститорима. Економија земље нагло је расла у раном делу века, подстакнута продајом шећера Сједињеним Државама.
Пре кубанске револуције, Куба је заузимала пето место на хемисфери по дохотку по глави становника, треће по животном веку, друго по власништву аутомобила и телефона по становнику, прво по броју телевизијских апарата по становнику. Близина Сједињених Држава учинила ју је познатом дестинацијом за одмор богатих Американаца. Њихове посете због коцкања, коњских трка и голфа учиниле су туризам важним економским сектором Кубе. Туристички магазин Cabaret Quarterly описао је Хавану као "град ужитка, бујну и раскошну богињу ужитака". Кубански диктатор Фулгенсио Батиста имао је планове да шеталиште Малекон уреди и направи хотеле и коцкарнице како би привукао још више туриста. До данас је хотел Хавана Ривијера једини који је изграђен пре него што је револуционарна влада преузела контролу.
Куба је имала индустрију шећерне трске чије је домаће тржиште било ограничено јер је становништво карактерисало хронична незапосленост и велико сиромаштво. Амерички монополи попут Бетлехемске челичне корпорације и Спејера добили су контролу над вредним националним кубанским ресурсима. Банке и читав финансијски систем у земљи, сву производњу електричне енергије и већину индустрије доминирале су америчке компаније. Амерички монополи су имали 25 посто наплоднијих земљишта на Куби. Више од 80 процената пољопривредног земљишта било је у власништву великих власника шећера или сточарства. Око 90 одсто извоза сировог шећера и дувана у земљу је било за Сједињене Државе. Године 1956. компаније у власништву САД контролисале су  „90 одсто телефонских и електричних услуга, око 50 одсто у железници за јавни превоз и отприлике 40 процената у производњи сировог шећера“. Према извештају који је објавило Министарство за трговину, добитак од ових инвестиција прикупили су амерички бизнисмени што је довело до незадовољства кубанских становника.
Педесетих година 20. века већина кубанске деце није похађала школу. Око 87 посто градских домова имало је струју, али и само 10 посто сеоских домова. Само 15 процената сеоских домова имало је текућу пијаћу воду. Скоро половина руралног становништва била је неписмено, као и око 25 процената укупног становништва. Сиромаштво и незапосленост у руралним подручјима покренули су масовне миграције у Хавану. Више од 40 процената кубанске радне снаге 1958. било је незапослено.

### Кубанска револуција
Фидел Кастро је 3. марта 1959. године преузео контролу над кубанском телефонском компанијом, која је била подружница Међународне корпорације за телекомуникације. Ово је прва од многих национализација које је направила нова влада а одузета имовина износила је 9 милијарди америчких долара.
Након револуције из 1959. године, од грађана се није тражило да плаћају порез на лични доходак. Влада је такође почела да субвенционише здравство и образовање за све грађане; ова акција створила је снажну националну подршку новој револуционарној влади.
Након што су СССР и Куба поново успоставили своје дипломатске односе у мају 1960. године, СССР је почео да купује кубански шећер у замену за нафту. Када су рафинерије нафте попут Shell, Texaco и Esso одбиле да пречишћавају совјетску нафту, Кастро је национализовао и нафтну индустрију, преузевши рафинерије на острву. Данима касније, као одговор, САД су у потпуности смањиле кубанску квоту за шећер а Двајт Д. Ајзенхауер је цитиран рекавши да "Ова акција представља економске санкције против Кубе. Сада морамо да се се надамо другим потезима у будућности - економским, дипломатским и стратешким".
Дана 7. фебруара 1962. Кенеди је проширио ембарго САД на готово сав амерички увоз.
Године 1970. Фидел Кастро покушао је мотивисати кубански народ да производи 10 милиона тона шећера, како би повећао извоз и повећао економију. Уз помоћ већине кубанског становништва, земља је успела да произведе 7,56 милиона тона шећера. У јулу 1970. након завршетка жетве, Кастро је преузео одговорност за неуспех, а касније исте године окривио је министра индустрије шећера рекавши: „Ти технократи, генијалци, супер-научници ме уверили да знају шта треба да ураде како би произвели десет милиона тона. Али, прво је доказано да они нису знали како то да раде и друго, да су искористили остатак економије примајући велике количине ресурса. . . док постоје фабрике које би се могле побољшати бољом расподелом ресурса који су додељени према плану од десет милиона тона." 
Током револуционарног периода, Куба је била једна од ретких земаља у развоју која је пружала страну помоћ другим земљама. Страна помоћ је започела изградњом шест болница у Перуу почетком 1970-их. Та помоћ се проширила и касније до 1970-их, у којој је око 8000 Кубанаца радило у иностранству. Кубанци су градили стамбене објекте, путеве, аеродроме, школе и друге објекте у Анголи, Етиопији, Лаосу, Гвинеји, Танзанији и другим земљама. До краја 1985. године 35.000 кубанских радника помогло је у изградњи пројеката у двадесетак азијских, афричких и латиноамеричких земаља.
За Никарагву 1982. године Куба се обавезала да ће обезбедити пољопривредну и машинску опрему вредну преко 130 милиона долара, као и око 4000 техничара, лекара и наставника.
Куба је 1986. године је исплатила 10,9 милијарди долара дуга Париском клубу. Куба је 1987. престала да плаћа та дуговања. Године 2002. Куба је платила јапанске зајмове од око 750 милиона долара.

### После револуције
Кубански бруто домаћи производ опао је за најмање 35% између 1989. и 1993. године због губитка 80% својих трговинских партнера и совјетских субвенција. Овај губитак субвенција поклопио се с падом светских цена шећера. Шећер се од 1985. до 1990. продавао добро али се та индустрија током 1990.-1991. срушила и није се опоравила пет година. Куба је совјетским гаранцијама била изолована од светских цена шећера. Међутим, кубанска економија је почела поново да јача након брзог побољшања трговинских и дипломатских односа Кубе и Венецуеле након избора Хуга Чавеза у Венецуели 1998. године, који је постао најважнији трговински партнер Кубе и дипломатски савезник.
Ово доба означено је као "Посебно раздобље у време мира" које је касније скраћено на "Специјално раздобље". Часопис Канадског лекарског удружења тврди да је "глад на Куби током овог периода била изазвана политичким и економским факторима сличним онима који су средином 1990-их изазвали глад у Северној Кореји, на основу тога што су обе земље имале ауторитарне режиме који су ускраћивали људима храну јер су приоритет имали само војска и елита државе. " Други извештаји дали су подједнако лошу слику, описујући да Кубанци морају да прибегавају једући све што би могли да пронађу, од животиња у хаванском зоолошком врту до домаћих мачака. Иако је колапс довео до свеопште глади грађана, стопа смртности није била нешто другачија.
Влада је предузела неколико реформи како би зауставила вишак ликвидности, повећала подстицаје радне снаге и ублажила озбиљне несташице хране, робе широке потрошње и услуга. Да би ублажила економску кризу, влада је увела неколико тржишно оријентисаних реформи, укључујући отварање туризма, омогућавање страних инвестиција, легализацију америчког долара и одобравање самозапошљавања за око 150 занимања. (Ова политика је касније делимично обрнута, тако да иако амерички долар више није прихваћен у предузећима, Кубанцима је још увек законито да поседују валуту.) Ове мере резултирале су скромним економским растом. Либерализована пољопривредна тржишта уведена у октобру 1994. године, на којима државни и приватни пољопривредници имају производњу изнад квоте по слободним тржишним ценама и прошириле су се алтернативе легалне потрошње и смањиле цене на црном тржишту.
Напори владе да смањи субвенције нерентабилним предузећима и да смањи новчану масу довели су до тога да се полу-званични курс за кубански пезос кретао од 120 на долар у лето 1994. на 21 на долар до краја 1999. године Пад БДП-а је заустављен 1994. године, када је Куба пријавила раст од 0,7%, праћено повећањем од 2,5% у 1995. години и 7,8% у 1996. години. Раст се поново успорио у 1997. и 1998. години на 2,5%, односно 1,2%. Један од кључних разлога који се наводи био је признавање да је производња шећера постала неекономична. Осврћући се на овај период кубански председник Фидел Кастро касније је признао да је учињено много грешака: „Земља је имала много економиста и не намеравам их критиковати, али хтео бих да вас питам зашто раније нисмо открили да су наши нивои производње шећера били немогући. Совјетски Савез се срушио, нафта је коштала 40 долара за барел, цене шећера су биле ниске, па зашто нисмо рационализовали индустрију? “ Услови живота у 1999. су били знатно испод нивоа и за 1989. годину.

### Опоравак привреде
Због континуираног раста туризма, економски раст је започео 1999. године уз пораст БДП-а од 6,2%. Затим је ниво порастао, уз раст БДП-а од 11,8% у 2005. години, према подацима владе. Кубанска економија је у 2007. години порасла за 7,5%, што је више од просека у Латинској Америци. Сходно томе, кумулативни раст БДП-а од 2004. године износио је 42,5%.
Међутим, од 1996. године држава је почела да уводи порез на доходак самозапосленим Кубанцима. Куба је 1958. била трећа у региону по БДП-у по глави становника, а превазишли су је само Венецуела и Уругвај. До 2007. године се спустио на 9., 11. или 12. место у региону.
Сваке године Уједињене нације одржавају гласање са захтевом од држава да изаберу да ли су Сједињене Државе оправдане својим економским ембаргом против Кубе и да ли би требало укинути. Година 2016. је била прва година када су се Сједињене Државе суздржале од гласања, а не да гласају „не“, од 1992. године САД и Израел непрестано су гласали против резолуције - повремено је подржавали Маршалово острво, Палау, Узбекистан, Албанија и Румунија “ 

### Постфиделске реформе
У 2011. години „уведене су нове економске реформе, чиме се ефективно ствара нови економски систем, који неки називају„ нова кубанска економија.“ Од тада, преко 400.000 Кубанаца пријавило се да постану предузетници. Од 2012. године, влада наводи 181 службени посао који више није под њиховом контролом - као што су таксиста, грађевински радник и продавачи. Радници морају да купе дозволе да би радили неке послове. Куба одржава национализоване компаније за дистрибуцију свих неопходних погодности (вода, струја, ...) и других основних услуга за осигурање здраве популације (образовање, здравствена заштита).
Око 2000. године половина фабрика шећера у земљи је затворена. Пре реформи, увоз је био као двоструки извоз, доктори су зарађивали 15 фунти месечно, а породице су допуњавале приходе додатним пословима. Након реформи, више од 150.000 пољопривредника могло је закупити земљу од државе за вишак усева. Пре реформи, једине трансакције некретнина обављали су власници кућа који су мењали некретнине; пост-реформа легализовала је куповину и продају, а затим је створила процват некретнина у земљи.
У 2008. години администрација Раула Кастра наговестила је да ће куповина рачунара, ДВД плејера и микроталасних пећница постати легална. Међутим, месечне плате остале су мање од 20 америчких долара. Мобилни телефони, који су били ограничени на Кубанце који раде за стране компаније и владине службенике, легализовани су у 2008.
У 2010. години Фидел Кастро је у сагласности с реформистичким расположењем Раула Кастра признао да кубански модел заснован на старом совјетском моделу централизованог планирања више није одржив. Охрабрили су стварање кооперативне варијанте социјализма где држава игра мање активну улогу у економији и формирању радничких задруга и предузећа за самозапошљавање.
Да би отклонио кубанске економске структурне дисторзије и неефикасности, Шести конгрес је одобрио ширење унутрашњег тржишта и приступ глобалним тржиштима 18. априла 2011. године. Листа промена:
- Прилагодба расхода (образовање, здравство, спорт, култура)
- Промена структуре запослености; смањити надуване платне спискове и повећати рад у недржавном сектору.
- Легализација 201 различитих лиценци за лично пословање
- Распрострањено државно земљиште у употреби изнајмљено је становницима
- Подстицаји за недржавно запошљавање, као поновно покретање самозапошљавања
- Предлози за стварање непољопривредних задруга
- Легализација продаје и приватног власништва над кућама и аутомобилима
- Већа аутономија државних фирми
- Тражи се самодовољност хране, постепено уклањање универзалног оброка и помоћ најсиромашнијима
- Могућност да се државне фирме изнајмљују самозапосленим, међу њима државним ресторанима
- Одвајање државних и пословних функција
- Ажурирање пореске политике
- Лакше путовање за Кубанце
- Стратегије за реструктурирање спољног дуга

Дана 20. децембра 2011. нова кредитна политика омогућила је кубанским банкама да финансирају предузетнике и појединце који желе реновирају своје домове. "Кубанске банке дуго су давале кредите пољопривредним задругама. Они су понудили кредит новим примаоцима пољопривредних површина у употреби од 2008. године, а 2011. године почели су давати кредите физичким лицима за пословне и друге сврхе." 
Систем рационализоване дистрибуције хране на Куби био је познат као Libreta de Abastecimiento („књижица за снабдевање“). Од 2012. године тако се набављају пиринач, уље, шећер и шибице.
Раул Кастро потписао је Закон 313 у септембру 2013. године како би створио посебну економску зону у лучком граду Маријелу, првом у земљи.
Дана 22. октобра 2013. године постављен је систем дуалне валуте. Од 2018. године двојна валута се још увек користи на Куби.
Постигнућа политике социјалистичке Кубе, која је омогућила социјални напредак за претходно осиромашене класе, сузбила је економска криза и ниске плате последњих деценија. Социјалистичко руководство нерадо се бавило овим проблемом јер додирује срж аспекта његове револуционарне легитимности. Као резултат тога, Национални завод за статистику Кубе објављује мало података о растућој социјално-економској подели. Национално научно истраживање показује да су социјалне неједнакости постале све видљивије у свакодневном животу и да је афро-кубанско становништво структурно угрожено. Извештај напомиње да док 58 процената белих Кубанаца има приходе мање од 3.000 долара годишње, међу Афро-кубанцима тај удео достиже 95 одсто. Осим тога, Афро-Кубанци добијају врло ограничен део породичних дознака од кубанско-америчке заједнице на Јужној Флориди, која је углавном бела. Дознаке чланова породице из иностранства често служе као почетни капитал за приватни сектор. Најисплативије гране пословања, као што су ресторани и преноћишта, генерално туризам, воде углавном белци.

## Сектори

### Производња енергије
Од 2011. године, 96% електричне енергије произведено је из фосилних горива. У неким сеоским областима уведени су соларни панели ради смањења загађења природе и употребе керозина. Грађани се охрабрују да замењују неефикасне лампе новијим моделима да би смањили потрошњу. Тарифа електричне енергије смањила је неефикасну употребу.
Од августа 2012. године, копнено нафтно истраживање обећавајућих формација у Мексичком заливу било је непродуктивно те је дошло до неуспеха. Планирано је додатно истраживање.
Куба је 2007. произвела 16,89 милијарди kWh електричне енергије и потрошила 13,93 милијарди kWh без извоза или увоза. Према процени из 1998. године, 89,52% производње енергије чини фосилно гориво, 0,65% је хидроелектрана, а 9,83% је друга производња. У проценама за 2007. и 2008. годину земља је произвела 62.100 bbl/d нафте и троши 176.000 bbl/d уз 104.800 bbl/d увоза, као и 197.300.000 bbl/d из резерви нафте. Венецуела је Куби главни извор нафте.
Куба је у 2008. произвела и потрошила око 400 милиона м3 м природног гаса, без извоза или увоза и око 70,79 милијарди из резерви.
Енергетска револуција је програм који је Куба спровела 2006. године. Овај програм се фокусирао на развој друштвено-економског статуса земље и транзицију Кубе у енергетски ефикасну економију са различитим енергетским ресурсима. Енергетском сектору Кубе недостају ресурси за производњу оптималних количина енергије. Једно од питања с којима се суочава програм енергетске револуције долази од производње електричне енергије на Куби која пати од непостојања инвестиција и текућих трговинских санкција које су јој увеле Сједињене Државе. Исто тако, енергетски сектор је примио вишемилионску инвестицију расподељену између мреже извора енергије. Међутим, купци доживљавају нестанке струје енергетских компанија како би сачували струју током економске кризе на Куби. Штавише, застарела електроенергетска мрежа оштећена од снажних удара урагана, проузроковала је енергетску кризу 2004. године и и даље је била главни проблем током енергетске револуције. Куба је одговорила на ову ситуацију пружајући различите врсте енергената. Око 6000 малих дизел агрегата, 416 агрегата за мазут, 893 дизел агрегата, 9,4 милиона сијалица са жарном нити за штедљиве сијалице, 1,33 милиона вентилатора, 5,5 милиона електричних шпорета, 3,4 милиона електричних шпорета, 0,2 милиона електричних пумпи за воду, 2,04 милиона домаћих фрижидера и 0,1 милиона телевизора било је дистрибуирано грађанима. До 2009. године обновљена је електрична мрежа на само 90%. Алтернативна енергија постала је главни приоритет јер је влада промовисала ветрењаче као и соларну енергију. Кључни изазов са којим ће се суочити програм Енергетске револуције је развој одрживе енергије на Куби.

### Агрикултура
Куба од агрикултуре има шећерну трску, дуван, цитрус, кафу, пиринач, кромпир, пасуљ и стоку.

### Индустрија
Укупно, индустријска производња је чинила готово 37% кубанског БДП-а, односно 6,9 милијарди америчких долара и запошљавала је 24% становништва, односно 2,671,000 људи, у 1996. години.
Године 2003. биотехнолошка и фармацеутска индустрија Кубе добијала је полако на значају. Међу међународним производима који се продају су вакцине против различитих вирусних и бактеријских патогена. Куба је урадила пионирски рад на развоју лекова за лечење рака. 

### Туризам
Средином 1990-их туризам је надмашио индустрију шећера, дуготрајни основ кубанске економије, као основног извора девиза. Хавана посвећује значајна средства за изградњу туристичких објеката и обнову историјских грађевина. Кубански званичници процењују да је Кубу током 1999. године посетило око 1,6 милиона туриста, што је остварило око 1,9 милијарди УСД бруто прихода. Око 2000. године на Кубу је стигло 1.773.986 страних посетилаца. Приход од туризма достигао је 1,7 милијарди УСД. До 2012. године око 3 милиона посетилаца донело је скоро две милијарде фунти годишње.
Раст туризма имао је социјалне и економске последице. То је довело до спекулација о настанку двостепене економије и неговању државе туристичког апартхејда. Ову ситуацију погоршавао је прилив долара током 1990-их, што је потенцијално створило двоструку економију засновану на долару (валути туриста) с једне стране и пезосу са друге стране. Оскудна увозна роба - па чак и нека локална производња, попут рума и кафе - могла би се наћи у продавницама само за долар, али их је било тешко пронаћи или је било недоступно по ценама пезоса. Као резултат тога, Кубанци који су зарађивали само у економији пезоса, изван туристичког сектора, били су у неповољнијем положају. Они са доларским примањима по основу услужне индустрије почели су комотније живети. Ово је проширило јаз између материјалног животног стандарда Кубе, у сукобу са дугорочном социјалистичком политиком кубанске владе.

### Страна улагања
Холандија прима највећи удео кубанског извоза (24%), од чега 70 до 80% иде преко Indiana Finance BV, компаније у власништву породице Ван 'т Воут, која је у блиским личним везама са Фидел Кастром. Тренутно се овај тренд примећује и у другим колонијалним карипским заједницама које имају директне политичке везе са глобалном економијом. Примарни увозни партнер Кубе је Венецуела. Други највећи трговински партнер је Канада, са 22% удела на кубанском извозном тржишту.
Куба је започела да прима стране инвестиције после Револуције. Страни инвеститори морали су формирати заједничка улагања са кубанском владом. Једини изузетак од овог правила су Венецуеланци, којима је дозвољено да имају 100% власништво у предузећима због споразума између Кубе и Венецуеле. Кубански званичници рекли су почетком 1998. године да су започета 332 заједничка улагања. Многи од њих су зајмови или уговори за управљање, снабдевање или услуге који се обично не сматрају капиталним улагањима у западне економије. Улагаче ограничава америчко-кубански Закон о слободи и демократској солидарности који предвиђа санкције за оне који прометују имовину која је одузета од грађана САД.
Просечна тарифна стопа Кубе је 10 одсто. Планирана економија земље спречава спољну трговину и инвестиције. Држава одржава строгу контролу капитала и размене. У септембру 2019. године шефица ЕУ за спољну политику Федерика Могерини изјавила је током тродневне посете Куби да је Европска унија посвећена помагању Куби да развија своју економију.

### Валуте
Куба има две званичне валуте, а обе се називају пезос. Једна се понекад назива "национална валута", а друга конвертибилни пезос.
Године 1994. легализовано је поседовање и употреба америчких долара, а до 2004. године амерички долар је био у широкој употреби у земљи. Да би заробила валуту која улази на острво кроз туризам и дознаке - процењене на 500–800 милиона долара годишње - влада је основала државне „продавнице долара“ на целој Куби које су продавале „луксузну“ храну, предмете за домаћинство и одећу, у поређењу са основним потрепштинама које се могу купити користећи националним пезосом. Као такав, животни стандард се разликовао између оних који су имали приступ доларима и оних без. Послови који би могли да зараде доларске плате или савети страних компанија и туриста постали су веома пожељни. Било је уобичајено да се састану са лекарима, инжењерима, научницима и другим професионалцима који раде у ресторанима или као возачи такси возила.
Међутим, као одговор на оштрије економске санкције од стране САД и зато што су власти биле задовољне економским опоравком Кубе, кубанска влада је у октобру 2004. године одлучила да уклони америчке доларе из промета. На његовом месту створен је конвертибилни пезос, који иако није међународно признат, има вредност везану за амерички долар 1: 1. Надокнада од 10% наплаћује се за претворбу готовине из америчких долара у конвертибилни пезос, што се не односи на остале валуте, па делује као охрабривање туриста да на Кубу донесу валуте попут евра, фунти стерлинга или канадских долара. Све већи број туристичких зона прихвата евро.

## Сиромаштво
Стандардне зараде крећу се од 400 не-конвертибилних кубанских пезоса месечно, за фабричког радника, до 700 месечно за лекара, или у распону од око 17–30 америчких долара месечно. Међутим, Куба има индекс људског развоја који је и даље много виши од огромне већине земаља Латинске Америке. Након што је Куба 1991. године изгубила совјетске субвенције, глад и немаштина је резултирала избијањем болести. Упркос томе, ниво сиромаштва о коме влада извештава један је од најнижих у свету у развоју и заузима 6. место од 108 земаља, четврто у Латинској Америци и 48. место међу свим земљама. Пензије су једне од најмањих у Америци по цени од 9,50 УСД месечно. У 2009. години Раул Кастро повећао је минималне пензије за 2 долара, за које је рекао да ће им се надокнадити; они који су "велики део свог живота посветили раду ... и који остају чврсти у одбрани социјализма".
Систем рационализоване дистрибуције хране на Куби био је познат као Libreta de Abastecimiento („књижица за снабдевање“) и даље постоји упркос гласинама да је доживео свој крај.

## Економске слободе
Оцена кубанске економске слободе у 2014. била је 28,7. Због тога је економија те земље била означена као једна од најмање слободних на свету. Њен укупни резултат је био за 0,2 бода већи него лани, уз смањење трговинске слободе, фискалне слободе, монетарне слободе и слободе од корупције. Куба је била најмање слободна од 29 земаља у регији Јужне и Средње Америка / Кариба, а њен укупни резултат је био знатно нижи од регионалног просека. Током 20-годишње историје Индекса економске слободе, оцена кубанске економије је стагнирала и била при дну. У последње две деценије, укупно побољшање резултата је било мање од једног поена, а добици у фискалној слободи и слободи од корупције надокнађени су двоцифреним падом пословне слободе и слободе улагања.
Упркос извесном напретку у реструктурирању државног сектора од 2010. године, приватни сектор је и даље ограничен тешким прописима и строгом државном контролом. Фондација The Heritage наводи да политике отвореног тржишта нису биле у функцији да подстакну раст трговине и инвестиција, а недостатак конкуренције и даље гуши динамичну економску експанзију. Реформе које је подржала Партија смањио је број државних радника и проширио листу одобрених занимања, али многи детаљи реформе остали су нејасни.